# Christian Grawe
 Christian Grawe (* 1935 in Stettin) ist ein deutscher Germanist und Übersetzer.

## Leben
Grawe studierte Germanistik, Philosophie und Geschichte an den Universitäten in Köln, Bonn, Berlin (FU) und Kiel. Mit einer Arbeit über die Kulturanthropologie Herders wurde er 1966 an der Freien Universität in Berlin promoviert. In den 1960er und 1970er Jahren war er Mitarbeiter, dann Leiter der Volkshochschule und Stadtbibliothek in Wilhelmshaven. Seit 1976 lehrte er als Dozent für Germanistik an der Universität Melbourne und ab 1989 bis zu seiner Emeritierung als Professor.
Schwerpunkt seiner Forschung ist das Werk Theodor Fontanes.
Zusammen mit seiner Frau Ursula Grawe hat er sechs Romane von Jane Austen ins Deutsche übertragen, die seit 1980 im Reclam-Verlag erschienen sind. Er hat Austens Briefe herausgegeben und ihre Biografie geschrieben.

## Schriften (Auswahl)
Christian Grawe veröffentlichte  Kommentare zu Goethes Torquato Tasso und Schillers Dramen Maria Stuart, Die Verschwörung des Fiesco zu Genua und Die Räuber in der Reihe „Erläuterungen und Dokumente“ bei Reclam. Er war Herausgeber von  „Fontanes Novellen und Romane“, der mehrfach aufgelegt wurde.
Außerdem veröffentlichte er Beiträge in germanistischen Fachzeitschriften.
- Herders Kulturanthropologie. Phil. Diss. Berlin 1966. Bouvier, Bonn 1967. (Abhandlungen zur Philosophie, Psychologie und Pädagogik. 35)

- Sprache im Prosawerk: Beispiele von Goethe, Fontane, Thomas Mann, Bergengruen, Kleist u. Johnson. Bouvier, Bonn 1987, ISBN 3-416-00958-4.

- Führer durch Fontanes Romane: Ein Lexikon der Personen, Schauplätze und Kunstwerke. Reclam, Stuttgart 1980, ISBN 3-548-04603-7.

- Theodor Fontane - Effi Briest. Grundlagen und Gedanken zum Verständnis erzählender Literatur. Frankfurt am Main: Diesterweg (1985) 51993. ISBN 978-3-425-06040-8

- Mit Helmuth Nürnberger (Hrsg.): Fontane-Handbuch. Kröner, Stuttgart 2000, ISBN 3-520-83201-1.

- Wer wagt es, Knappersmann oder Ritt? Schillerparodien aus zwei Jahrhunderten. Metzler, Stuttgart 1990, ISBN 3-476-00684-0.

- Der Zauber steckt immer im Detail. Studien zu Theodor Fontane und seinem Werk 1976–2002. (Otago German studies. 16). Univ. of Otago, Dunedin, New Zealand 2002, ISBN 0-9583726-6-7. Digitalisate

- Darling Jane. Jane Austen, eine Biographie. Reclam, Stuttgart 2010. ISBN 978-3-15-020206-7.

## Übersetzungen (Auswahl)
zusammen mit Ursula Grawe
- Jane Austen: Emma. Reclam, Stuttgart.
- Jane Austen: Stolz und Vorurteil. Reclam, Stuttgart.
- Jane Austen: Kloster Northanger. Reclam, Stuttgart.
- Jane Austen: Mansfield Park. Reclam, Stuttgart.
- Jane Austen: Überredung. Reclam, Stuttgart.
- Jane Austen: Verstand und Gefühl. Reclam, Stuttgart.
- Jane Austen: Die schöne Cassandra. Sämtliche Jugendwerke. Reclam, Stuttgart.
- Jane Austen: Ich bin so gütig, Dir wieder zu schreiben. Briefe. Mit weiteren Briefen und Dokumenten aus dem Familien- und Bekanntenkreis. Hrsg. u. übers. zusammen mit Ursula Grawe. Reclam, Stuttgart.
- Mary Shelley: Frankenstein. Reclam, Stuttgart.